# Kalymnos
Kalymnos (tiếng Hy Lạp: ?) là một khu tự quản ở vùng Nam Egeo, Hy Lạp. Khu tự quản Kalymnos có diện tích 135 km², dân số theo điều tra ngày 18 tháng 3 năm 2001 là 16576 người.